# Super Bomberman 3
Super Bomberman 3, lançado em abril de 1995 pela Hudson Soft para o Super Nintendo, é o terceiro na série Super Bomberman. Este foi o primeiro jogo da série a ter suporte a até 5 jogadores simultaneamente e permitir que dois jogadores pudessem jogar no modo história ao mesmo tempo.

## Jogabilidade
Super Bomberman 3 usa muito da jogabilidade do jogo anterior, Super Bomberman 2, tendo diferenciado mais na versão de multi jogadores. Assim como nos jogos anteriores, o jogador pode escolher jogar no modo história, onde deve atravessar várias fases temáticas, separadas em cinco planetas diferentes, cada um com seu próprio chefe, ou o modo multi jogador, onde pode escolher vários modos de jogo, dificuldade dos inimigos e uma das fases disponíveis.
Para destruir os inimigos ou obstáculos, o jogador deve usar bombas, que variam em quantidade e poder dependendo dos itens adquiridos pelo jogador durante a partida. Ao destruir obstáculos, como paredes de gelo ou pedra, itens poderão aparecer, que poderão deixar o jogador mais rápido, ter mais bombas ou até mesmo poder chutá-las. Uma diferença na jogabilidade da série foi a adição do Louie, criaturas semelhantes a cangurus que, dependendo da cor, darão uma habilidade única ao dono.